# Grand Prix Francie 1954
Grand Prix Francie 1954 (oficiálně XLI Grand Prix de l'ACF) se jela na okruhu Reims-Gueux v Gueux, Marne v Francii dne 4. července 1954. Závod byl čtvrtý v pořadí v sezóně 1954 šampionátu Formule 1.

## Kvalifikace
| Poř.   | No. | Jezdec                | Konstruktér | Čas      | Ztráta |
| ------ | --- | --------------------- | ----------- | -------- | ------ |
| 1      | 18  | Juan Manuel Fangio    | Mercedes    | 2:29.4   | —      |
| 2      | 20  | Karl Kling            | Mercedes    | 2:30.4   | + 1.0  |
| 3      | 10  | Alberto Ascari        | Maserati    | 2:30.5   | + 1.1  |
| 4      | 2   | José Froilán González | Ferrari     | 2:30.6   | + 1.2  |
| 5      | 12  | Onofre Marimón        | Maserati    | 2:31.6   | + 2.2  |
| 6      | 46  | Prince Bira           | Maserati    | 2:35.1   | + 5.7  |
| 7      | 22  | Hans Herrmann         | Mercedes    | 2:35.3   | + 5.9  |
| 8      | 6   | Mike Hawthorn         | Ferrari     | 2:35.6   | + 6.2  |
| 9      | 4   | Maurice Trintignant   | Ferrari     | 2:36.1   | + 6.7  |
| 10     | 44  | Roy Salvadori         | Maserati    | 2:36.3   | + 6.9  |
| 11     | 16  | Roberto Mieres        | Maserati    | 2:38.7   | + 9.3  |
| 12     | 34  | Robert Manzon         | Ferrari     | 2:42.0   | + 12.6 |
| 13     | 36  | Louis Rosier          | Ferrari     | 2:42.1   | + 12.7 |
| 14     | 14  | Luigi Villoresi       | Maserati    | 2:42.7   | + 13.3 |
| 15     | 32  | Lance Macklin         | HWM-Alta    | 2:52.5   | + 23.1 |
| 16     | 42  | Ken Wharton           | Maserati    | 3:09.3   | + 39.9 |
| 17     | 24  | Jean Behra            | Gordini     | Bez času | —      |
| 18     | 26  | Jacques Pollet        | Gordini     | Bez času | —      |
| 19     | 28  | Paul Frère            | Gordini     | Bez času | —      |
| 20     | 30  | Georges Berger        | Gordini     | Bez času | —      |
| 21     | 48  | Harry Schell          | Maserati    | Bez času | —      |
| DNA    | 40  | Sergio Mantovani      | Maserati    | Bez času | —      |
| Zdroj: |     |                       |             |          |        |

## Závod
| Poř.   | No. | Jezdec                | Konstruktér | Počet kol | Čas/Odstoupení | Pořadí na startu | Body |
| ------ | --- | --------------------- | ----------- | --------- | -------------- | ---------------- | ---- |
| 1      | 18  | Juan Manuel Fangio    | Mercedes    | 61        | 2:42:47.9      | 1                | 8    |
| 2      | 20  | Karl Kling            | Mercedes    | 61        | + 0.1          | 2                | 6    |
| 3      | 34  | Robert Manzon         | Ferrari     | 60        | + 1 kolo       | 12               | 4    |
| 4      | 46  | Prince Bira           | Maserati    | 60        | + 1 kolo       | 6                | 3    |
| 5      | 14  | Luigi Villoresi       | Maserati    | 58        | + 3 kola       | 14               | 2    |
| 6      | 24  | Jean Behra            | Gordini     | 56        | + 5 kol        | 17               |      |
| Ret    | 28  | Paul Frère            | Gordini     | 50        | Náprava        | 19               |      |
| Ret    | 4   | Maurice Trintignant   | Ferrari     | 36        | Motor          | 9                |      |
| Ret    | 36  | Louis Rosier          | Ferrari     | 27        | Motor          | 13               |      |
| Ret    | 12  | Onofre Marimón        | Maserati    | 27        | Převodovka     | 5                |      |
| Ret    | 16  | Roberto Mieres        | Maserati    | 24        | Motor          | 11               |      |
| Ret    | 42  | Ken Wharton           | Maserati    | 19        | Převodovka     | 16               |      |
| Ret    | 48  | Harry Schell          | Maserati    | 19        | Palivová pumpa | 21               |      |
| Ret    | 22  | Hans Herrmann         | Mercedes    | 16        | Motor          | 7                | 1    |
| Ret    | 44  | Roy Salvadori         | Maserati    | 15        | Hřídel         | 10               |      |
| Ret    | 2   | José Froilán González | Ferrari     | 13        | Motor          | 4                |      |
| Ret    | 32  | Lance Macklin         | HWM-Alta    | 10        | Motor          | 15               |      |
| Ret    | 30  | Georges Berger        | Gordini     | 9         | Motor          | 20               |      |
| Ret    | 6   | Mike Hawthorn         | Ferrari     | 9         | Motor          | 8                |      |
| Ret    | 26  | Jacques Pollet        | Gordini     | 8         | Motor          | 18               |      |
| Ret    | 10  | Alberto Ascari        | Maserati    | 1         | Převodovka     | 3                |      |
| Zdroj: |     |                       |             |           |                |                  |      |

Poznámky
1. ↑  Hans Herrmann získal jeden bod za zajetí nejrychlejšího kola.

## Průběžné pořadí po závodě
Pohár jezdců
|  | Pořadí | Jezdec                | Body |
|  | ------ | --------------------- | ---- |
|  | 1      | Juan Manuel Fangio    | 25   |
|  | 2      | Maurice Trintignant   | 9    |
|  | 3      | Bill Vukovich         | 8    |
|  | 4      | José Froilán González | 6,5  |
|  | 5      | Nino Farina           | 6    |